# Hygrophore de l'office
Espèce
Hygrophorus penarius, l'Hygrophore de l'office, est une espèce de la famille des Hygrophoraceae.

## Liste des taxons de rang inférieur
Liste des variétés selon GBIF (7 mai 2025) :
- Hygrophorus penarius var. fagi G.Becker & Bon
- Hygrophorus penarius var. penarius

## Systématique
Le nom scientifique complet (avec auteur) de ce taxon est Hygrophorus penarius Fr..
Ce taxon porte en français le nom vernaculaire ou normalisé suivant : Hygrophore de l'office,.
Hygrophorus penarius a pour synonymes :
- Agaricus penarius (Fr.) Staude
- Limacium penarium (Fr.) Wünsche